# YaoGan
Yaogan è una serie di satellite da ricognizione cinesi, lanciati dall'aprile del 2006.
Al 2014, i satelliti in orbita sono circa una ventina, e sono destinati ad esperimenti scientifici, osservazione della terra e delle coltivazioni, osservazione dei disastri naturali, controllo militare.

## Lanci
I lanci sono stati effettuati dalle basi spaziali cinesi di Taiyuan e Jiuquan usando i vettori spaziali Lunga Marcia della serie 2C, 2D, 4B e 4C.